# أبو آدم (حي)
أبو آدم، وكانت تُعرف رسميًا باسم مدينة الفاروق هو أحد أحياء الخرطوم عاصمة السودان، ويقع في الجزء الجنوبي منها.

## خلفية
تم تخطيط حي أبو آدم في أواخر السبعينيات بمسمى مدينة الفاروق، ودخلت في فترة كامنة حيث كانت تنمو بشكل بطيء حتى منتصف التسعينيات. في السنوات العشر الماضية، بدأت المدينة تزدحم سكانياً مع زيادة البناء في كل مكان في الحي تقريباً. اضطر السكان الأوائل إلى العيش بدون كهرباء ومياه جارية لفترة طويلة وكان الخيار الوحيد هو تمويل وشراء أنابيب المياه والكابلات الكهربائية بالإضافة إلى رصف الطرق. الآن أصبحت البنية التحتية الأساسية مثل الكهرباء والماء متوفرة من قبل الحكومة.
شهد الحي بعض الأحداث خلال نزاع السودان 2023. في 10 يوليو، قصفت القوات الجوية السودانية مناطق أبو آدم وجبرة جنوب الخرطوم. في 19 يوليو، أعلنت القوات المسلحة السودانية أنها صدت هجومًا لقوات الدعم السريع في العشرة وجسر الدباسين في أبو آدم جنوب الخرطوم، مما أدى إلى تدمير 9 مركبات قتالية وقتل العديد من المقاتلين. وفي 30 يوليو، اتهمت القوات المسلحة السودانية قوات الدعم السريع بقصف الحي بشكل عشوائي مما أدى إلى مقتل طفل يبلغ من العمر 8 سنوات.